# نامه اول پطرس
نامهٔ اوّل پطرس خطاب به مسیحیان ساکن در بخش شمالی آسیای صغیر نوشته شده‌است. هدف از نگارش این نامه، تشویق ایماندارانی است که به‌خاطر ایمان خود آزار میدیدند. نویسنده برای تحقق این هدف، یادآور می‌شود که امید واقعی در اثر ایمان به مرگ و قیام و وعده بازگشت مسیح در دلها فروزان میماند. مؤمنان باید در پرتو این حقایق، صلیب خود را پذیرا شوند و درد و رنج را بر خود هموار سازند. آنان باید با اطمینان، رنج و سختی را همچون بوتهٔ آزمایشی برای زدودن آلایش‌ها از ایمان خود بپذیرند، زیرا در روز بازگشت مسیح پاداش خواهند یافت.
نویسنده علاوه بر تشویق خوانندگانش به پایداری در ایام سختی، از آنان می‌خواهد همچون قومی زندگی کنند که از آنِ مسیح است.

## تقسیم‌بندی کلّی
۱ - مقدمه (۱:۱-۲)
۲ - یادآوری نجات الهی (۱:۳-۱۲)
۳ - نصایحی پیرامون زندگی مقدّس (۱:۱۳ تا ۲:۱۰)
۴ - مسئولیت مسیحیان به‌هنگام رنج (۲:۱۱ تا ۴:۱۹)
۵ - فروتنی و خدمت مسیحی (۵:۱-۱۱)
۶ - بخش پایانی (۵:۱۲-۱۴)